# Mardsch Uyun
Mardsch Uyun (arabisch مرج عيون Mardsch ʿUyūn, lokal Marž ʿAyūn, auch Marj 'Ayoun, Marjuyun, Marjeyoun oder Marja'uyun) ist eine Stadt im Libanon und Sitz des gleichnamigen Distrikts im südlichen Libanon. Der Name bedeutet Wiese der Wasserquellen.
Die Stadt hat eine überwiegend christliche, griechisch-orthodoxe Bevölkerung; der Großteil der Bevölkerung in der umliegenden Hügellandschaft ist muslimisch. Marjajoun hat etwa 3000 Einwohner.
Die Südlibanesische Armee, eine Miliz, die während des Krieges im Libanon 1982 mit Israel verbündet war, hatte hier bis zum israelischen Rückzug 2000 ihr Hauptquartier.
Im Libanonkrieg 2006 wurde der Ort kurzzeitig durch israelische Truppen besetzt.